# Festival Eurovisão da Canção 1983
O Festival Eurovisão da Canção 1983 (em inglês: Eurovision Song Contest 1983, em francês: Concours Eurovision de la chanson 1983 e em alemão: Liederwettbewerb der Eurovision 1983)  foi o 28º Festival Eurovisão da Canção e realizou-se a 23 de abril de 1983, em Munique. Marlene Charell foi a apresentadora do evento, que foi ganho por Corinne Hermès representando o Luxemburgo com a canção "Si La Vie Est Cadeau", uma balada romântica.
O concurso deste ano foi o primeiro a ser transmitido na Austrália, via canal 0/28 (agora SBS) em Sydney e Melbourne, embora este país não tivesse até 2015 permissão para participar. No entanto, vencedores anteriores como os ABBA e Bucks Fizz tinham sido bem sucedidos na Austrália.
Devido à campanha eleitoral para as eleições legislativas portuguesas de 25 de abril, o certame foi transmitido em diferido em Portugal. O tempo de antena dos partidos apenas acabou às 20h40, e só a essa hora arrancou a transmissão da Eurovisão, com comentários de Eládio Clímaco. Portugal foi o único país a não receber o evento em direto.

## Local

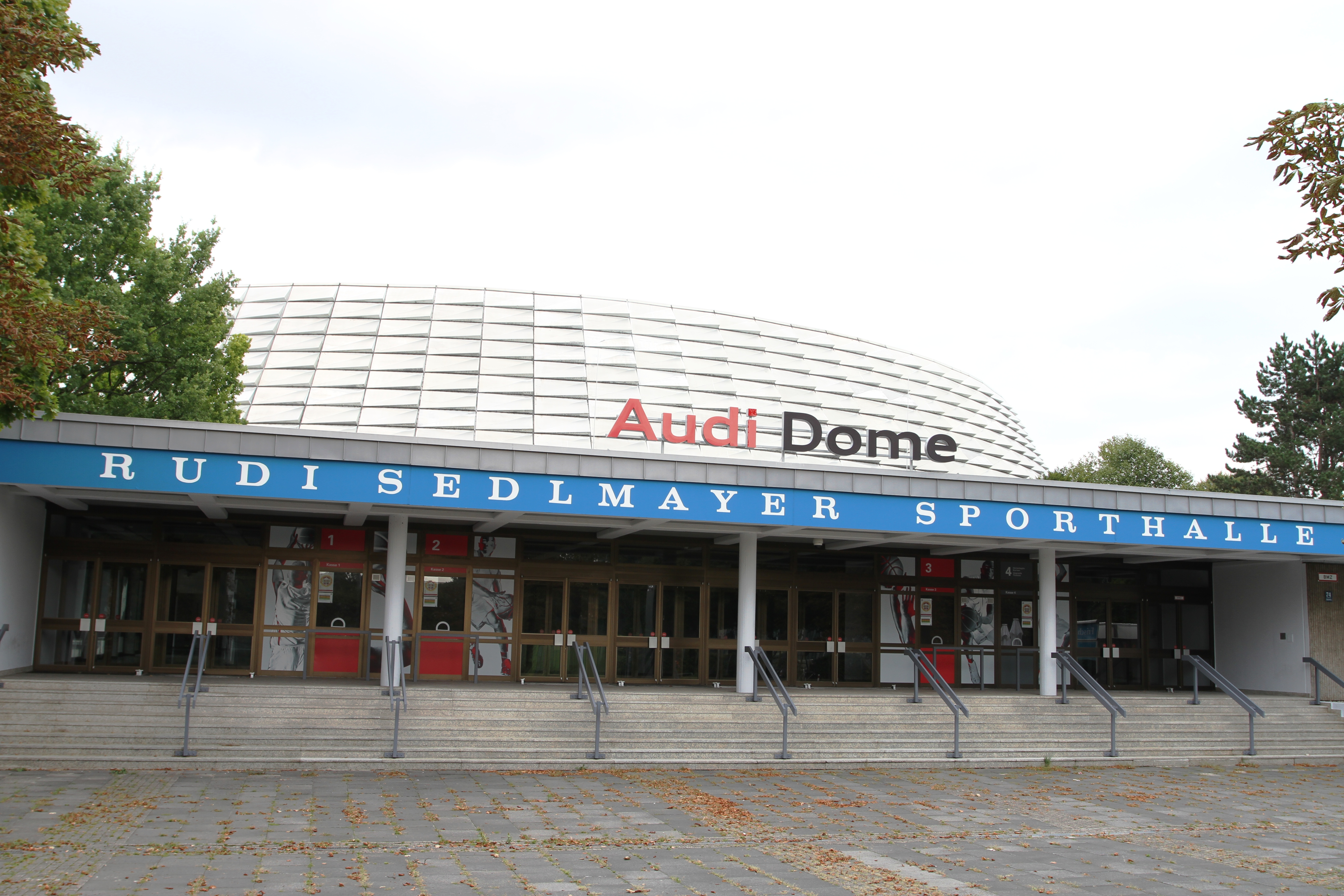
O Rudi-Sedlmayer-Halle, em Harrogate, nao Alemanha.

O Festival Eurovisão da Canção 1983 ocorreu em Munique, na Alemanha. Munique é uma cidade da Alemanha, capital do estado alemão da Baviera, no sudeste do país. Conta atualmente cerca de 1,3 milhão de habitantes (2012), enquanto a sua região metropolitana, que engloba diversas cidades vizinhas ou próximas a Munique, abriga mais de 2,6 milhões de pessoas. É assim a cidade mais populosa da Baviera e do sul da Alemanha, e a terceira cidade mais populosa do país, depois da capital, Berlim, e de Hamburgo. Munique é uma cidade independente (kreisfreie Stadt) ou distrito urbano (Stadtkreis), ou seja, possui estatuto de distrito (Kreis). Adicionalmente, Munique é também sede do governo do distrito administrativo da "Alta Baviera" (Oberbayern em alemão) bem como do distrito territorial (Landkreis) de Munique. Cidades grandes próximas são Zurique (Suíça), a 315 km a oeste, Praga (República Checa), a cerca de 380 km a nordeste, Viena (Áustria) a cerca de 440 km a leste, Milão (Itália) a 490 km a sul e Berlim, a cerca de 590 km a norte. Foi fundada em 1158. O número de habitantes da cidade de Munique ultrapassou por volta de 1854 os cem mil, tendo nessa altura obtido o estatuto de cidade grande (Grosstadt). A cidade foi destruída pela metade durante a Segunda Guerra Mundial, porém reconstruída nas décadas posteriores ao fim do conflito. Desde os anos 1960, alcançou a marca de um milhão de habitantes, estabelecendo-se desde então como a terceira mais populosa cidade alemã (entre os anos 60 e 80, a segunda ou a terceira mais populosa cidade da Alemanha Ocidental). Munique é atravessada pelo rio Isar. É em Munique que é realizada anualmente a Oktoberfest, uma tradicional festa alemã, que é a maior do mundo, sendo o evento um dos principais alicerces turísticos da Alemanha. A Munique moderna é um importante e desenvolvido centro financeiro, urbano, logístico, cultural e político da Alemanha e da Europa continental. É sede de diversas empresas de renome mundial, incluindo a montadora BMW. Entre 2011 e 2012, Munique foi posicionada na 4ª posição entre as "Cidade Mais Habitáveis do Mundo", segundo estudos da consultoria internacional Mercer. A partir de 2006, o lema da cidade passou a ser "München mag dich" (Munique gosta de ti (Pt) ou Munique ama você(Br), em alemão). Até 2005, o lema era "Weltstadt mit Herz" (Cidade cosmopolita com coração).
O festival em si realizou-se no Rudi-Sedlmayer-Halle, uma arena multiusos, que, nos Jogos Olímpicos de 1972 sediara principalmente os eventos de levantamento de peso.

## Formato
21 países estiveram inicialmente inscritos para o concurso, com o regresso da França, Itália e Grécia, o que faria desta edição a maior até então. No entanto, a emissora irlandesa RTÉ desistiu do concurso devido a restrições financeiras, deixando 20 países para a final em Munique.
Os ensaios começaram na segunda-feira 18 de abril, com cada país tendo 40 minutos de ensaio. No final da semana, cada um teria um segundo ensaio de 20 minutos de duração.
O concurso era para durar 165 minutos, mas durou pouco mais de três horas, principalmente devido à apresentadora Marlene Charell ter que repetir todas as suas apresentações, e os anúncios de votação em três idiomas (alemão,inglês e francês).
O concurso deste ano foi o primeiro a ser transmitido na Austrália, via canal 0/28 (agora SBS) em Sydney e Melbourne, embora este país não tivesse até 2015 permissão para participar. No entanto, vencedores anteriores como os ABBA e Bucks Fizz tinham sido bem sucedidos na Austrália.
Nesta edição do festival foi utilizado pela primeira vez microfones sem fio, e foi a primeira vez que a audiência ao vivo da Eurovisão excedeu a capacidade de 10 000 pessoas.
O núcleo da equipa técnica foi formado por Rainer Bertram (direção), Christian Hayer e Günther Lebram (produção executiva), Hans Gailling e Marlies Frese (cenografia) e Dieter Reith (direção musical).

## Visual
A introdução durou quase quinze minutos, um dos mais longos de sempre, que consistia em duas partes. Primeiro, um vídeo foi projetado, começando com uma visão de mapa da Europa, expandindo para a Alemanha Ocidental e Munique, onde foram mostrados muitos pontos turísticos do país. O vídeo terminou com uma passagem aérea sobre a Vila Olímpica em Munique e um mapa de Rudi-Sedlmayer-Halle. Em segundo lugar, todas as delegações subiram ao palco, uma a uma, até preencherem completamente o pódio. 
A orquestra, dirigida por Dieter Reith, localizava-se num fosso, numa curva interna do arco do palco. O palco, da autoria de Hans Gailling, consistia num vasto pódio em forma de arco circular, com nove degraus nas suas extremidades. A decoração atrás do pódio consistia de três colunas de nove, onze e treze quadrados, respectivamente. Estes quadrados foram feitos de uma armação de metal polida que suporta fios de luz. Estes fios foram dispostos horizontalmente ou verticalmente, alternadamente quadrados. A borda do pódio e as extremidades dos quadrados tinham lâmpadas, que piscavam de forma a acompanhar a melodia de cada canção. Vislumbravam-se assim os primeiros avanços tecnológicos que incutiam ao certame e às interpretações maior brilho e vivacidade. O quadro de votação estava localizado à direita do palco. A mesa do supervisor não foi mostrada.Uma outra inovação técnica foi introduzida: o uso de microfones sem fio.
A apresentadora foi Marlene Charell, que falou aos espectadores em alemão, inglês e francês. Essa apresentação trilingue, que se manteria ao longo de toda a emissão, fez com que se ocorresse vários erros de linguagem, como trocar nomes de artistas e maestros (como Charell apresentou a cantora finlandesa Ami Aspelund como "Ami Aspesund", apresentou o maestro norueguês Sigurd Jansen como "... Johannes ... Skorgan ...", tendo sido forçada a inventar um nome no momento depois de esquecer o nome do maestro) e trocar nomes e países no momento da votação (conceder pontos a "Schweden" (Suécia) que foram originalmente dados a "Schweiz" (Suíça).
Ao contrário dos anos anteriores, não houve os tradicionais cartões postais. Em vez disso, e confrontada com a impossibilidade de filmar como tinha sido uma tradição na Eurovisão, a televisão alemã limitou-se a projetar o nome do país participante nas três línguas reguladoras numa imagem de fundo do palco. Os comentadores das diferentes televisões aproveitaram os quarenta e cinco segundos que esta sequência estática durou para fazer suas respectivas apresentações. Em seguida, Marlene Charell introduziu nos três idiomas, o título da música e os nomes  dos autores, compositores, intérpretes e maestros. À sua direita estavam dispostos buquês de flores compostas pela própria, a lembrar as bandeiras dos países participantes.
O intervalo foi ocupado por número de dança definido para um medley de canções alemãs que se tornaram internacionalmente famosas, incluindo Strangers in the Night. A apresentadora, Marlene Charell, foi a bailarina principal.

## Votação
Cada país tinha um júri composto por 11 elementos, que atribuiu 12, 10, 8, 7, 6, 5, 4, 3, 2, 1 pontos às dez canções mais votadas.
O supervisor executivo da EBU foi Frank Naef, que apareceu no palco para parabenizar a realização do certame. Ele foi auxiliado em sua tarefa por Marie-Claire Vionnet.
Durante a votação, a câmera fez vários close-ups dos artistas. Em particular, Ofra Haza, Riccardo Fogli, Hoffmann & Hoffmann, Sweet Dreams, Carola, Guy Bonnet, Danijel e Corinne Hermès apareceram.
O procedimento foi interrompido por novos erros de linguagem de Marlène Charell.

## Participações individuais
Predefinição:Participações Individuais ESC1983

## Participantes

Países participantes

| País          | Título original da Canção              | Artista                     | Processo                                                     | Data da Selecção        |
| País          | Tradução em Português                  | Idiomas de Interpretação    | Processo                                                     | Data da Selecção        |
| ------------- | -------------------------------------- | --------------------------- | ------------------------------------------------------------ | ----------------------- |
| Alemanha      | "Rücksicht"                            | Hoffmann & Hoffmann         | Ein lied für München 1983                                    | 19 de março de 1983     |
| Alemanha      | Consideração                           | Alemão                      | Ein lied für München 1983                                    | 19 de março de 1983     |
| Áustria       | "Hurricane"                            | Westend                     | Österreichische Vorausscheidung 1983                         | 17 de março de 1983     |
| Áustria       | Furacão                                | Alemão                      | Österreichische Vorausscheidung 1983                         | 17 de março de 1983     |
| Bélgica       | "Rendez-vous"                          | Pas de Deux                 | Eurosong 1983                                                | 7 de março de 1983      |
| Bélgica       | Encontro                               | Holandês                    | Eurosong 1983                                                | 7 de março de 1983      |
| Chipre        | "I Agapi Akoma Zi" (Η αγάπη ακόμα ζει) | Stavros & Constantina       | Selecção Interna                                             | -                       |
| Chipre        | O amor ainda vive                      | Grego                       | Selecção Interna                                             | -                       |
| Dinamarca     | "Kloden drejer"                        | Gry Johansen                | Dansk Melodi Grand-Prix 1983                                 | 5 de março de 1983      |
| Dinamarca     | O planeta gira                         | Dinamarquês                 | Dansk Melodi Grand-Prix 1983                                 | 5 de março de 1983      |
| Espanha       | "¿Quién maneja mi barca?"              | Remedios Amaya              | Selecção Interna                                             | -                       |
| Espanha       | Quem maneja a minha barca?             | Castelhano                  | Selecção Interna                                             | -                       |
| Finlândia     | "Fantasiaa"                            | Ami Aspelund                | Euroviisut 1983                                              | 28 de janeiro de 1983   |
| Finlândia     | Fantasia                               | Finlandês                   | Euroviisut 1983                                              | 28 de janeiro de 1983   |
| França        | "Vivre"                                | Guy Bonnet                  | Sélection Française - Eurovision 1983                        | 20 de março de 1983     |
| França        | Viver                                  | Francês                     | Sélection Française - Eurovision 1983                        | 20 de março de 1983     |
| Grécia        | "Mou Les" (Μου λες)                    | Christie Stasinopoulou      | Ellinikou Telikou Tis Diagonismos Tragoudiou Eurovision 1983 | 18 de março de 1983     |
| Grécia        | Falas-me                               | Grego                       | Ellinikou Telikou Tis Diagonismos Tragoudiou Eurovision 1983 | 18 de março de 1983     |
| Israel        | "Hi" (חי)                              | Ofra Haza                   | Kdam Eurovision 1983                                         | -                       |
| Israel        | Viva                                   | Hebraico                    | Kdam Eurovision 1983                                         | -                       |
| Itália        | "Per Lucia"                            | Riccardo Fogli              | Selecção Interna                                             | -                       |
| Itália        | Para Lúcia                             | Italiano                    | Selecção Interna                                             | -                       |
| Iugoslávia    | "Džuli" (Џули)                         | Danijel                     | Pjesma Eurovizije 1983                                       | 4 de março de 1983      |
| Iugoslávia    | Júlia                                  | Servo-croata                | Pjesma Eurovizije 1983                                       | 4 de março de 1983      |
| Luxemburgo    | "Si la vie est cadeau"                 | Corinne Hermès              | Selecção Interna                                             | -                       |
| Luxemburgo    | Se a vida é presente                   | Francês                     | Selecção Interna                                             | -                       |
| Noruega       | "Do Re Mi"                             | Jahn Teigen                 | Melodi Grand-Prix 1983                                       | 25 de fevereiro de 1983 |
| Noruega       | Do Re Mi                               | Norueguês                   | Melodi Grand-Prix 1983                                       | 25 de fevereiro de 1983 |
| Países Baixos | "Sing Me a Song"                       | Bernadette                  | Nationaal Songfestival 1983                                  | 23 de fevereiro de 1983 |
| Países Baixos | Canta-me uma canção                    | Holandês                    | Nationaal Songfestival 1983                                  | 23 de fevereiro de 1983 |
| Portugal      | "Esta balada que te dou"               | Armando Gama                | Festival RTP da Canção 1983                                  | 5 de março de 1983      |
| Portugal      | Esta balada que te dou                 | Português                   | Festival RTP da Canção 1983                                  | 5 de março de 1983      |
| Reino Unido   | "I'm Never Giving Up"                  | Sweet Dreams                | A song for Europe 1983                                       | 24 de março de 1983     |
| Reino Unido   | Nunca desisto                          | Inglês                      | A song for Europe 1983                                       | 24 de março de 1983     |
| Suécia        | "Främling"                             | Carola Häggkvist            | Melodifestivalen 1983                                        | 26 de fevereiro de 1983 |
| Suécia        | Estranho                               | Sueco                       | Melodifestivalen 1983                                        | 26 de fevereiro de 1983 |
| Suíça         | "Io così non ci sto"                   | Mariella Farré              | Finale Suisse 1983                                           | 26 de março de 1983     |
| Suíça         | Assim não estou de acordo              | Italiano                    | Finale Suisse 1983                                           | 26 de março de 1983     |
| Turquia       | "Opera"                                | Çetin Alp & the Short Waves | Eurovision Şarkı Yarışması Türkiye Finali 1983               | 4 de março de 1983      |
| Turquia       | Ópera                                  | Turco                       | Eurovision Şarkı Yarışması Türkiye Finali 1983               | 4 de março de 1983      |

## Festival
| #   | País          | Idioma       | Artista                     | Canção                                 | Lugar | Pontuação |
| --- | ------------- | ------------ | --------------------------- | -------------------------------------- | ----- | --------- |
| 1º  | França        | Francês      | Guy Bonnet                  | "Vivre"                                | 8º    | 56        |
| 2º  | Noruega       | Norueguês    | Jahn Teigen                 | "Do Re Mi"                             | 9º    | 53        |
| 3º  | Reino Unido   | Inglês       | Sweet Dreams                | "I'm Never Giving Up"                  | 6º    | 79        |
| 4º  | Suécia        | Sueco        | Carola Häggkvist            | "Främling"                             | 3º    | 126       |
| 5º  | Itália        | Italiano     | Riccardo Fogli              | "Per Lucia"                            | 11º   | 41        |
| 6º  | Turquia       | Turco        | Çetin Alp & the Short Waves | "Opera"                                | 19º   | 0         |
| 7º  | Espanha       | Castelhano   | Remedios Amaya              | "¿Quién maneja mi barca?"              | 19º   | 0         |
| 8º  | Suíça         | Italiano     | Mariella Farré              | "Io così non ci sto"                   | 15º   | 28        |
| 9º  | Finlândia     | Finlandês    | Ami Aspelund                | "Fantasiaa"                            | 11º   | 41        |
| 10º | Grécia        | Grego        | Christie Stasinopoulou      | "Mou Les" (Μου λες)                    | 14º   | 32        |
| 11º | Países Baixos | Holandês     | Bernadette                  | "Sing Me a Song"                       | 7º    | 66        |
| 12º | Iugoslávia    | Servo-Croata | Danijel                     | "Džuli" (Џули)                         | 4º    | 125       |
| 13º | Chipre        | Grego        | Stavros & Constantina       | "I Agapi Akoma Zi" (Η αγάπη ακόμα ζει) | 16º   | 26        |
| 14º | Alemanha      | Alemão       | Hoffmann & Hoffmann         | "Rücksicht"                            | 5º    | 94        |
| 15º | Dinamarca     | Dinamarquês  | Gry Johansen                | "Kloden drejer"                        | 17º   | 16        |
| 16º | Israel        | Hebraico     | Ofra Haza                   | "Hi" (חי)                              | 2º    | 136       |
| 17º | Portugal      | Português    | Armando Gama                | "Esta balada que te dou"               | 13º   | 33        |
| 18º | Áustria       | Alemão       | Westend                     | "Hurricane"                            | 9º    | 53        |
| 19º | Bélgica       | Holandês     | Pas de Deux                 | "Rendez-vous"                          | 18º   | 13        |
| 20º | Luxemburgo    | Francês      | Corinne Hermès              | "Si la vie est cadeau"                 | 1º    | 142       |

### Resultados

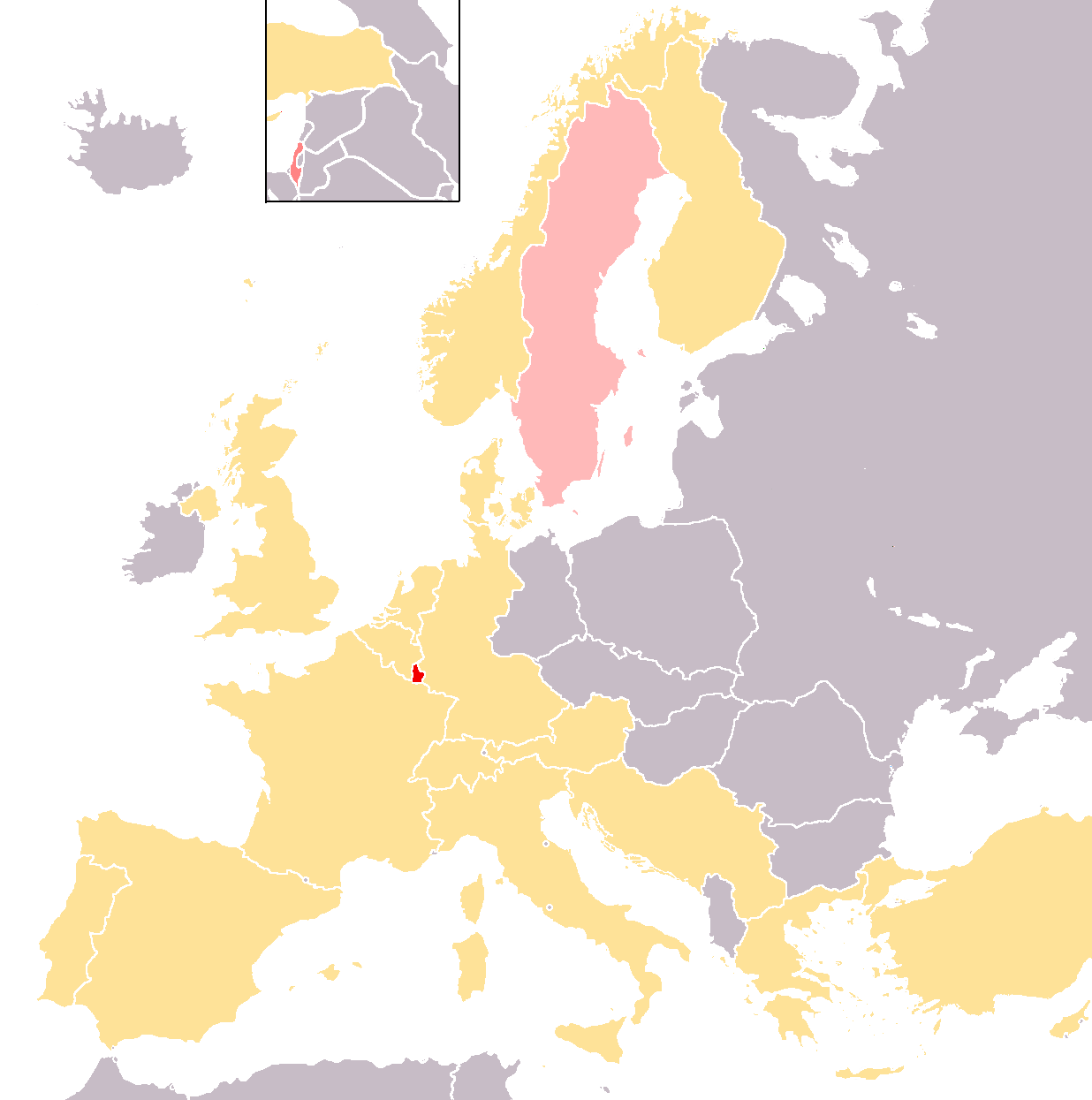
Vencedor
2º classificado
3º classificado

A ordem de votação no Festival Eurovisão da Canção 1983, foi a seguinte:
| Países Votantes | Países Pontuados | Países Pontuados | Países Pontuados | Países Pontuados | Países Pontuados | Países Pontuados | Países Pontuados | Países Pontuados | Países Pontuados | Países Pontuados | Países Pontuados | Países Pontuados                              | Países Pontuados | Países Pontuados | Países Pontuados | Países Pontuados | Países Pontuados | Países Pontuados | Países Pontuados | Países Pontuados |
| --------------- | ---------------- | ---------------- | ---------------- | ---------------- | ---------------- | ---------------- | ---------------- | ---------------- | ---------------- | ---------------- | ---------------- | --------------------------------------------- | ---------------- | ---------------- | ---------------- | ---------------- | ---------------- | ---------------- | ---------------- | ---------------- |
| Países Votantes | França           | Noruega          | Reino Unido      | Suécia           | Itália           | Turquia          | Espanha          | Suíça            | Finlândia        | Grécia           | Países Baixos    | República Socialista Federativa da Iugoslávia | Chipre           | Alemanha         | Dinamarca        | Israel           | Portugal         | Áustria          | Bélgica          | Luxemburgo       |
| França          |                  |                  | 5                | 6                | 7                |                  |                  |                  | 1                | 3                | 2                |                                               |                  | 10               |                  | 8                | 4                |                  |                  | 12               |
| Noruega         | 3                |                  | 5                | 12               |                  |                  |                  | 1                | 2                |                  | 7                | 8                                             | 4                | 10               |                  | 6                |                  |                  |                  |                  |
| Reino Unido     |                  | 5                |                  | 8                |                  |                  |                  |                  | 6                |                  | 1                | 12                                            |                  | 7                | 2                | 10               |                  | 3                | 4                |                  |
| Suécia          |                  | 3                | 12               |                  | 2                |                  |                  |                  |                  |                  | 6                |                                               |                  | 8                | 7                | 5                | 1                | 4                |                  | 10               |
| Itália          | 10               |                  | 2                | 8                |                  |                  |                  | 7                |                  |                  | 4                | 1                                             |                  | 6                |                  | 3                |                  | 5                |                  | 12               |
| Turquia         |                  | 6                | 5                | 7                | 4                |                  |                  |                  | 3                |                  | 2                | 12                                            |                  |                  | 1                |                  |                  | 10               |                  | 8                |
| Espanha         |                  |                  |                  | 2                | 3                |                  |                  | 1                |                  | 12               |                  | 10                                            |                  |                  | 4                | 6                | 5                |                  | 8                | 7                |
| Suíça           | 10               |                  | 8                | 5                |                  |                  |                  |                  | 4                |                  | 12               |                                               | 1                | 2                |                  | 7                | 6                |                  |                  | 3                |
| Finlândia       | 7                |                  |                  | 10               | 1                |                  |                  |                  |                  | 5                | 3                | 12                                            |                  | 4                |                  | 7                | 2                |                  |                  | 8                |
| Grécia          | 6                |                  | 5                | 10               | 2                |                  |                  |                  | 8                |                  |                  | 6                                             |                  | 1                |                  | 3                |                  | 4                |                  | 12               |
| Países Baixos   | 2                | 8                | 5                | 3                |                  |                  |                  |                  |                  |                  |                  | 7                                             |                  | 10               |                  | 12               | 6                | 4                |                  | 1                |
| Iugoslávia      | 3                |                  |                  | 1                | 8                |                  |                  | 7                |                  |                  | 5                |                                               | 6                |                  |                  | 10               | 2                | 4                |                  | 12               |
| Chipre          | 4                |                  | 6                | 7                | 1                |                  |                  |                  |                  | 12               | 5                | 8                                             |                  |                  | 2                |                  |                  | 3                |                  | 10               |
| Alemanha        | 4                | 1                | 3                | 12               |                  |                  |                  |                  | 7                |                  | 2                | 6                                             | 5                |                  |                  | 10               |                  |                  |                  | 8                |
| Dinamarca       |                  | 8                | 5                | 10               |                  |                  |                  |                  |                  |                  | 4                | 12                                            | 1                | 3                |                  | 7                |                  | 6                |                  | 2                |
| Israel          | 1                | 4                |                  | 8                | 6                |                  |                  |                  | 7                |                  | 3                | 10                                            | 5                |                  |                  |                  |                  | 2                |                  | 12               |
| Portugal        | 3                | 6                | 2                | 4                | 7                |                  |                  |                  |                  |                  |                  |                                               |                  | 8                |                  | 10               |                  | 5                | 1                | 12               |
| Áustria         |                  | 3                | 10               | 8                |                  |                  |                  | 6                | 2                |                  | 4                | 1                                             |                  | 7                |                  | 12               |                  |                  |                  | 5                |
| Bélgica         |                  | 7                |                  | 5                |                  |                  |                  | 1                |                  |                  | 2                | 12                                            | 4                | 6                |                  | 10               |                  | 3                |                  | 8                |
| Luxemburgo      | 3                | 2                | 6                |                  |                  |                  |                  | 5                | 1                |                  | 4                | 8                                             |                  | 12               |                  | 10               | 7                |                  |                  |                  |
| Total           | 56               | 53               | 79               | 126              | 41               | 0                | 0                | 28               | 41               | 32               | 66               | 125                                           | 26               | 94               | 16               | 136              | 33               | 53               | 13               | 142              |
| Lugar           | 8º               | 9º               | 6º               | 3º               | 11º              | 19º              | 19º              | 15º              | 11º              | 14º              | 7º               | 4º                                            | 16º              | 5º               | 17º              | 2º               | 13º              | 9º               | 18º              | 1º               |
| Países Votantes | França           | Noruega          | Reino Unido      | Suécia           | Itália           | Turquia          | Espanha          | Suíça            | Finlândia        | Grécia           | Países Baixos    | República Socialista Federativa da Iugoslávia | Chipre           | Alemanha         | Dinamarca        | Israel           | Portugal         | Áustria          | Bélgica          | Luxemburgo       |
| Países Votantes | Países Pontuados |                  |                  |                  |                  |                  |                  |                  |                  |                  |                  |                                               |                  |                  |                  |                  |                  |                  |                  |                  |

| Países Votantes | Países Pontuados | Países Pontuados | Países Pontuados | Países Pontuados | Países Pontuados | Países Pontuados | Países Pontuados | Países Pontuados | Países Pontuados | Países Pontuados | Países Pontuados | Países Pontuados                              | Países Pontuados | Países Pontuados | Países Pontuados | Países Pontuados | Países Pontuados | Países Pontuados | Países Pontuados | Países Pontuados |
| --------------- | ---------------- | ---------------- | ---------------- | ---------------- | ---------------- | ---------------- | ---------------- | ---------------- | ---------------- | ---------------- | ---------------- | --------------------------------------------- | ---------------- | ---------------- | ---------------- | ---------------- | ---------------- | ---------------- | ---------------- | ---------------- |
| Países Votantes | França           | Noruega          | Reino Unido      | Suécia           | Itália           | Turquia          | Espanha          | Suíça            | Finlândia        | Grécia           | Países Baixos    | República Socialista Federativa da Iugoslávia | Chipre           | Alemanha         | Dinamarca        | Israel           | Portugal         | Áustria          | Bélgica          | Luxemburgo       |
| França          | 0                | 0                | 5                | 6                | 7                | 0                | 0                | 0                | 1                | 3                | 2                | 0                                             | 0                | 10               | 0                | 8                | 4                | 0                | 0                | 12               |
| Noruega         | 3                | 0                | 10               | 18               | 7                | 0                | 0                | 1                | 3                | 3                | 9                | 8                                             | 4                | 20               | 0                | 14               | 4                | 0                | 0                | 12               |
| Reino Unido     | 3                | 5                | 10               | 26               | 7                | 0                | 0                | 1                | 9                | 3                | 10               | 20                                            | 4                | 27               | 2                | 24               | 4                | 3                | 4                | 12               |
| Suécia          | 3                | 8                | 22               | 26               | 9                | 0                | 0                | 1                | 9                | 3                | 16               | 20                                            | 4                | 35               | 9                | 29               | 5                | 7                | 4                | 22               |
| Itália          | 13               | 8                | 24               | 34               | 9                | 0                | 0                | 8                | 9                | 3                | 20               | 21                                            | 4                | 41               | 9                | 32               | 5                | 12               | 4                | 34               |
| Turquia         | 13               | 14               | 29               | 41               | 13               | 0                | 0                | 8                | 12               | 3                | 22               | 33                                            | 4                | 41               | 10               | 32               | 5                | 22               | 4                | 42               |
| Espanha         | 13               | 14               | 29               | 43               | 16               | 0                | 0                | 9                | 12               | 15               | 22               | 43                                            | 4                | 41               | 14               | 38               | 10               | 22               | 12               | 49               |
| Suíça           | 23               | 14               | 37               | 48               | 16               | 0                | 0                | 9                | 16               | 15               | 34               | 43                                            | 5                | 43               | 14               | 45               | 16               | 22               | 12               | 52               |
| Finlândia       | 30               | 14               | 37               | 58               | 17               | 0                | 0                | 9                | 16               | 20               | 37               | 55                                            | 5                | 47               | 14               | 52               | 18               | 22               | 12               | 60               |
| Grécia          | 36               | 14               | 42               | 68               | 19               | 0                | 0                | 9                | 24               | 20               | 37               | 61                                            | 5                | 48               | 14               | 55               | 18               | 26               | 12               | 72               |
| Países Baixos   | 38               | 22               | 47               | 71               | 19               | 0                | 0                | 9                | 24               | 20               | 37               | 68                                            | 5                | 58               | 14               | 67               | 24               | 30               | 12               | 73               |
| Iugoslávia      | 41               | 22               | 47               | 72               | 27               | 0                | 0                | 16               | 24               | 20               | 42               | 68                                            | 11               | 58               | 14               | 77               | 26               | 34               | 12               | 85               |
| Chipre          | 45               | 22               | 53               | 79               | 28               | 0                | 0                | 16               | 24               | 32               | 47               | 76                                            | 11               | 58               | 16               | 77               | 26               | 37               | 12               | 95               |
| Alemanha        | 49               | 23               | 56               | 91               | 28               | 0                | 0                | 16               | 31               | 32               | 49               | 82                                            | 16               | 58               | 16               | 87               | 26               | 37               | 12               | 103              |
| Dinamarca       | 49               | 31               | 61               | 101              | 28               | 0                | 0                | 16               | 31               | 32               | 53               | 94                                            | 17               | 61               | 16               | 94               | 26               | 43               | 12               | 105              |
| Israel          | 50               | 35               | 61               | 109              | 34               | 0                | 0                | 16               | 38               | 32               | 56               | 104                                           | 22               | 61               | 16               | 94               | 26               | 45               | 12               | 117              |
| Portugal        | 53               | 41               | 63               | 113              | 41               | 0                | 0                | 16               | 38               | 32               | 56               | 104                                           | 22               | 69               | 16               | 104              | 26               | 50               | 13               | 129              |
| Áustria         | 53               | 44               | 73               | 121              | 41               | 0                | 0                | 22               | 40               | 32               | 60               | 105                                           | 22               | 76               | 16               | 116              | 26               | 50               | 13               | 134              |
| Bélgica         | 53               | 51               | 73               | 126              | 41               | 0                | 0                | 23               | 40               | 32               | 62               | 117                                           | 26               | 82               | 16               | 126              | 26               | 53               | 13               | 142              |
| Luxemburgo      | 56               | 53               | 79               | 126              | 41               | 0                | 0                | 28               | 41               | 32               | 66               | 125                                           | 26               | 94               | 16               | 136              | 33               | 53               | 13               | 142              |
| Lugar           | 8º               | 9º               | 6º               | 3º               | 11º              | 19º              | 19º              | 15º              | 11º              | 14º              | 7º               | 4º                                            | 16º              | 5º               | 17º              | 2º               | 13º              | 9º               | 18º              | 1º               |
| Países Votantes | França           | Noruega          | Reino Unido      | Suécia           | Itália           | Turquia          | Espanha          | Suíça            | Finlândia        | Grécia           | Países Baixos    | República Socialista Federativa da Iugoslávia | Chipre           | Alemanha         | Dinamarca        | Israel           | Portugal         | Áustria          | Bélgica          | Luxemburgo       |
| Países Votantes | Países Pontuados |                  |                  |                  |                  |                  |                  |                  |                  |                  |                  |                                               |                  |                  |                  |                  |                  |                  |                  |                  |

#### 12 pontos
Os países que receberam 12 pontos foram os seguintes:
| # | Países Pontuados | Países Votantes                                      |
| - | ---------------- | ---------------------------------------------------- |
| 6 | Luxemburgo       | França, Grécia, Israel, Itália, Jugoslávia, Portugal |
| 5 | Iugoslávia       | Bélgica, Dinamarca, Finlândia, Reino Unido, Turquia  |
| 2 | Grécia           | Chipre, Espanha                                      |
| 2 | Israel           | Áustria, Países Baixos                               |
| 2 | Suécia           | Alemanha, Noruega                                    |
| 1 | Alemanha         | Luxemburgo                                           |
| 1 | Países Baixos    | Suíça                                                |
| 1 | Reino Unido      | Suécia                                               |

### Maestros
Em baixo encontra-se a lista de maestros que conduziram a orquestra, na respectiva actuação de cada país concorrente. 
| País              | Maestro               |
| ----------------- | --------------------- |
| França            | François Rauber       |
| Noruega           | Sigurd Jansen         |
| Reino Unido       | John Coleman          |
| Suécia            | Anders Ekdahl         |
| Itália            | Maurizio Fabrizio     |
| Turquia           | Buğra Uğur            |
| Espanha           | José Miguel Evoras    |
| Suíça             | Robert Weber          |
| Finlândia         | Ossi Runne            |
| Grécia            | Mimis Plessas         |
| Países Baixos     | Piet Souer            |
| Iugoslávia        | Radovan Papović       |
| Chipre            | Michalis Rozakis      |
| Alemanha          | Dieter Reith          |
| Dinamarca         | Allan Botschinsky     |
| Israel            | Silvio Nanssi Brandes |
| Portugal          | Mike Sergeant         |
| Áustria           | Richard Österreicher  |
| Bélgica           | Freddy Sunder         |
| Luxemburgo        | Michel Bernholc       |
| Maestro anfitrião | Dieter Reith          |

## Artistas repetentes
Em 1983, os repetentes foram:
| País (1983) | Foto                         | Artista     | Ano Anterior | País Representado | Canção          | Tradução         | Pontuação | Classificação |
| ----------- | ---------------------------- | ----------- | ------------ | ----------------- | --------------- | ---------------- | --------- | ------------- |
| França      |                              | Guy Bonnet  | ESC 1970     | França            | "Marie-Blanche" | Maria-Branca     | 8         | 4º            |
| Noruega     |                              | Jahn Teigen | ESC 1978     | Noruega           | "Mil etter mil" | Milha após milha | 0         | 20º           |
| Noruega     | ESC 1982 (com Anita Skorgan) | Jahn Teigen | Noruega      | "Adieu"           | Adeus           | 40               | 12º       |               |